# Wört
Wört ist eine Gemeinde in Baden-Württemberg und gehört zum Ostalbkreis.

## Geographie

### Geographische Lage
Wört liegt auf dem Virngrund (zwischen Ellwanger Berge und Frankenhöhe) im nordöstlichen Vorland der Schwäbischen Alb im Tal der Rotach, einem Nebenfluss der Wörnitz, zwischen Dinkelsbühl (6 km) und Ellwangen (13 km).

### Nachbargemeinden
Die Gemeinde grenzt im Norden an Fichtenau im Landkreis Schwäbisch Hall, im Osten an die bayrische Stadt Dinkelsbühl, im Süden an Stödtlen und im Westen an Ellenberg.

### Gemeindegliederung
Zur Gemeinde Wört gehören das Dorf Wört, die Weiler Aumühle, Bösenlustnau, Brombach, Dürrenstetten, Gaugenmühle, Grobenhof, Grünstädt, Hirschhof, Jammermühle, Königsroter Mühle, Konradsbronn, Mittelmeizen, Pfladermühle, Schönbronn und Springhof, der Ort Spitalhof und das Haus Häringssägmühle sowie die abgegangenen Ortschaften Buch, Untermeizenmühle und Obermeizenmühle. Der Wohnplatz Springhäusle ist nach 1928 in Grünstädt aufgegangen.

### Flächenaufteilung
Nach Daten des Statistischen Landesamtes, Stand 2014.

## Geschichte
Die erste schriftliche Erwähnung von Wört findet sich in einer Urkunde, die Kaiser Heinrich II. am 5. Februar 1024 dem Abt Berengar von Ellwangen in Bamberg ausstellte. In dieser Urkunde werden die Grenzen des Ellwanger Waldbesitzes, des sogenannten Virigunda-Waldes, umrissen. Die Grenze erstreckte sich u. a. von Hirtzbach zur Rota. Der damals genannte Hirtzbach entspricht dem heutigen Hirschhof und markiert somit erstmals einen Ortsteil von Wört in einer Urkunde. Die Gemeinde Wört feiert deshalb im Jahr 2024 das 1.000-jährige Bestehen. Wört selbst wurde im Jahre 1221 erstmals urkundlich erwähnt. Der Ort zählte im Mittelalter grundherrlich zu verschiedenen Herrschaften, so etwa zum Kloster Mönchsrot, dann zu Dinkelsbühl, zum Kloster Ellwangen und schließlich zum Spital Dinkelsbühl. Die Fürstpropstei Ellwangen übte in Teilen die hohe Obrigkeit aus.
Im Rahmen der Umwälzungen, die mit dem Reichsdeputationshauptschluss einhergingen, fiel der Ort zunächst 1802 an das Kurfürstentum Bayern, 1805 an das Königreich Preußen, 1806 an das Königreich Bayern und schließlich durch den Grenzvertrag von 1810 an das Königreich Württemberg, wo der Ort zum Oberamt Ellwangen zählte.
Mit der Auflösung des Oberamtes während der NS-Zeit in Württemberg kam Wört 1938 zum Landkreis Aalen. Nach dem Zweiten Weltkrieg lag der Ort in der Amerikanischen Besatzungszone und somit im neu gegründeten Land Württemberg-Baden, das 1952 im jetzigen Bundesland Baden-Württemberg aufging. Mit der Kreisreform von 1973 wurde die Gemeinde ein Teil des neuen Ostalbkreises.

## Religionen

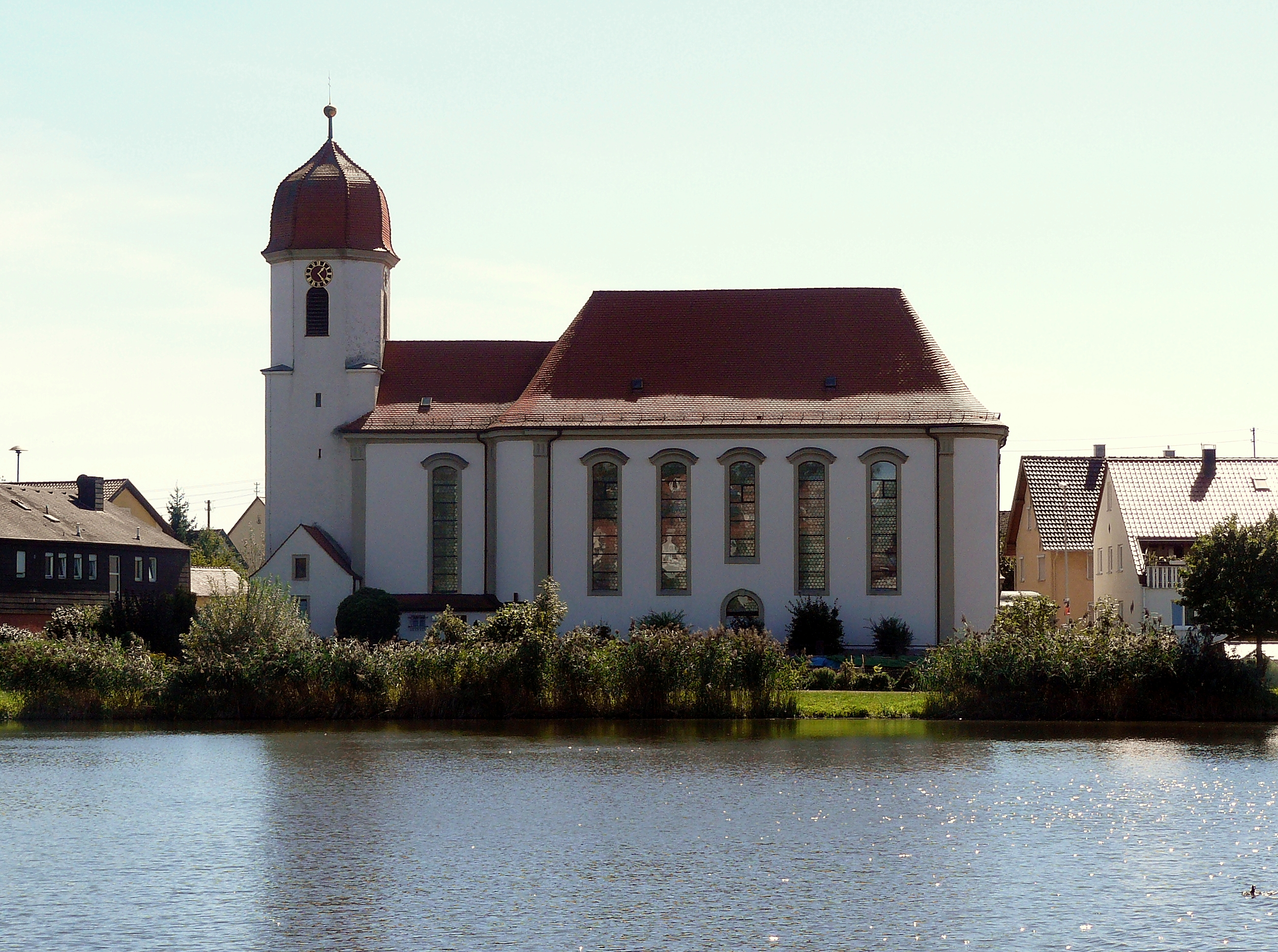
Katholische Kirche St. Nikolaus am Mühlweiher

Seit der Reformation ist das Gebiet der heutigen Gemeinde Wört kirchlich zweigeteilt. Im nach Segringen orientierten nördlichen Teil der Gemeinde, insbesondere in Bösenlustenau und Schönbronn sowie im östlich gelegenen Grobenhof wurde von Oettingen (fränkisch-schwäbisches Adelsgeschlecht) die lutherische Konfession eingeführt, der südlichwestliche Teil – nach Stödtlen eingepfarrt – blieb mit dem Ort Wört römisch-katholisch, weil zur Fürstpropstei Ellwangen gehörig. Auch heute noch gibt es sowohl eine katholische wie eine 1905 gegründete protestantische Kirchengemeinde.
Die katholische Kirchengemeinde St. Nikolaus gehört heute zur Seelsorgeeinheit Virngrund Ost des Dekanats Ostalb der Diözese Rottenburg-Stuttgart.
Die evangelische Kirchengemeinde Wört liegt im Kirchenbezirk Aalen der Württembergischen Landeskirche.

## Politik

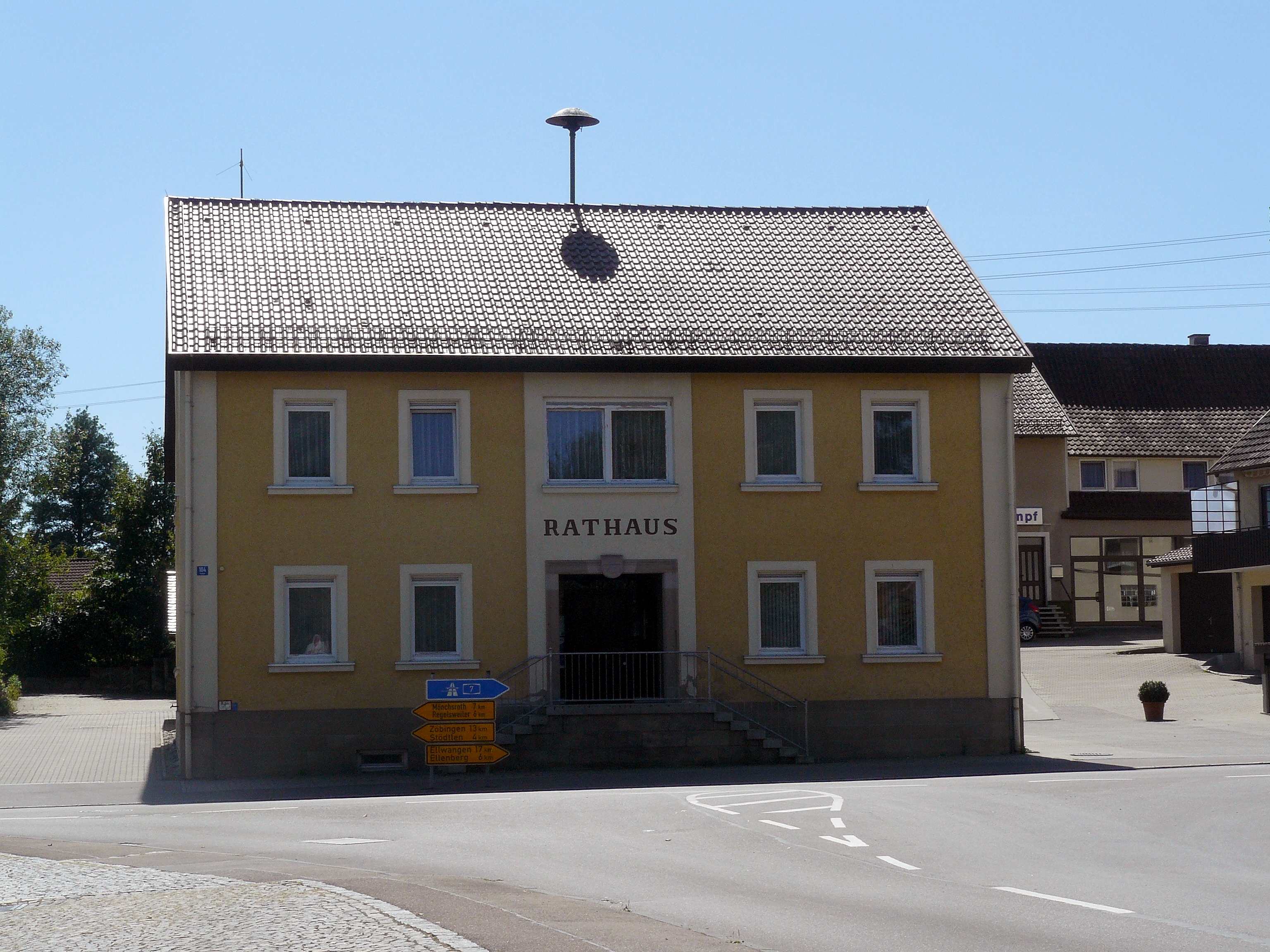
Rathausgebäude bis 2015 (erbaut 1870)

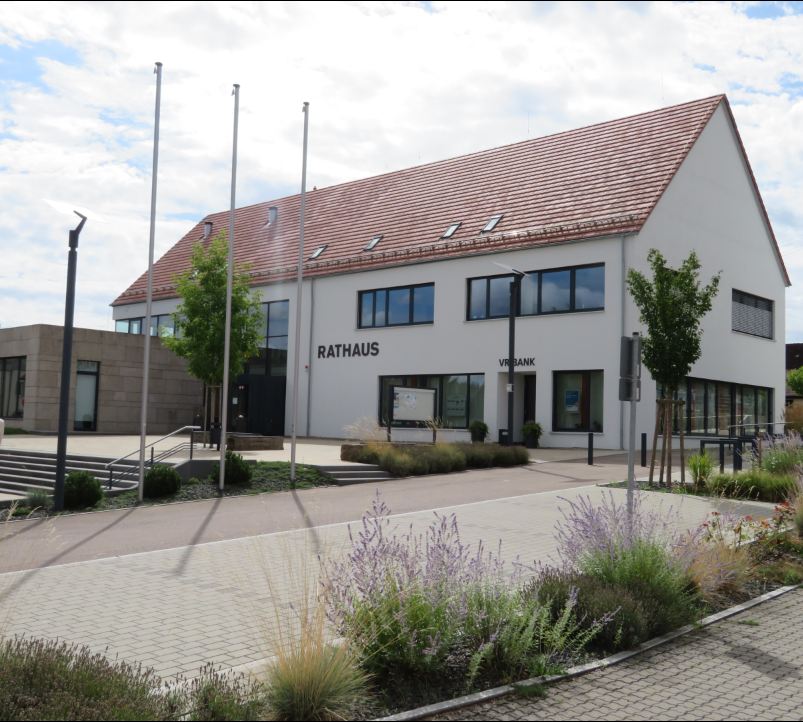
Neues Rathaus Wört, seit 2015

### Verwaltungsgemeinschaft
Die Gemeinde ist Mitglied der Verwaltungsgemeinschaft Ellwangen (Jagst).

### Gemeinderat
Die Gemeinderatswahl am 9. Juni 2024 brachte bei einer Wahlbeteiligung von 63,7 % folgendes Ergebnis:
1. CDU: 43,5 % – 4 Sitze
2. FBW: 56,5 % – 6 Sitze

### Bürgermeister
- 1948–1965: Josef Schenk
- 1965–1994: Helmut Wurst
- seit 1994: Thomas Saur

### Wappen
| Wappen der Gemeinde Wört | Blasonierung: „In von Silber (Weiß) und Blau geteiltem Schild unten eine nach links schwimmende, mit roten Punkten bestreute silberne (weiße) Forelle.“           |
| Wappen der Gemeinde Wört | Wappenbegründung: Das auf die zahlreichen Weiher der Markung hinweisende Wappen geht auf einen Vorschlag der Archivdirektion Stuttgart aus dem Jahre 1924 zurück. |

## Wirtschaft und Infrastruktur
Wört bietet ca. 1500 Arbeitsplätze. Es gibt 1250 Berufseinpendler, 450 Wörter Bürger verdienen ihren Lebensunterhalt außerhalb der Gemeinde.
Größter Arbeitgeber am Ort ist die Firma TE Connectivity. Kernaktivitäten der Unternehmensgruppe bilden die Bereiche elektronische Steckverbinder, Netzwerktechnik, Unterwasser-Telekommunikationssysteme und Wireless-Systeme. Der Konzern entwickelt, fertigt und vermarktet Produkte für Kunden im Automobilsektor sowie im Bereich Luft- und Raumfahrt, Verteidigungssysteme, Telekommunikation, Computer und Unterhaltungselektronik.
Wört ist zudem Sitz und Haupterfassungsgebiet des Zweckverband RiesWasserVersorgung mit einer Gesamtwasserabgabe von ca. 2,0 Mio. m³ / Jahr.

Wört war 1950 eines der Gründungsmitglieder des Zweckverbands RiesWasserVersorgung, der heute etwa 30.000 Menschen in Ostwürttemberg mit Trinkwasser versorgt. Elf der fünfzehn Tiefbrunnen des Zweckverbands befinden sich im Rotachtal, wenn auch nur zum Teil auf der Gemeindefläche. Das zentrale Pumpwerk und die Wasseraufbereitungsanlage der RiesWasserVersorgung befindet sich außerhalb des Orts rechts der Straße nach Mönchsroth.

### Bildung
In Wört gibt es eine Grundschule und eine private Heimsonderschule für körper- und schwerstmehrfach behinderte Kinder, Jugendliche und Erwachsene, die Konrad-Biesalski-Schule (Betrieb der Reha-Südwest Ostwürttemberg-Hohenlohe gGmbH). Zudem bestehen ein Kindergarten sowie ein inklusiven Schulkindergarten im Ort. Die nächstgelegene Hauptschule ist in Fichtenau, Realschule und Gymnasium befinden sich in Dinkelsbühl, Unterschneidheim (Sechta-Ries Real- und Werkrealschule) und in Ellwangen. Nach der Gebietsreform 1973 wurde neben der Grundschule ein Hauptschulgebäude für Schüler aus Wört und Umgebung gebaut. Da die Schülerzahl allerdings nicht den Erwartungen entsprach, wurde die Schule geschlossen und eine Nachnutzung wurde gesucht. Die Rehabilitationszentrum Südwest für Behinderte gGmbH (Reha-Südwest) war in dieser Zeit auf der Suche nach einem passenden Gebäude zur Beschulung von Kindern mit Behinderungen. So wurde die Konrad-Biesalski-Schule im Ort angesiedelt und entwickelte sich im Laufe der Zeit zu einer bedeutenden Einrichtung der Region und zum zweitgrößten Arbeitgeber des Ortes.

## Persönlichkeiten

### Söhne und Töchter der Gemeinde
- Josef Rettenmeier (1925–2006), Unternehmer
- Hubert Wolf (* 1959), Theologe und Kirchenhistoriker, Leibniz-Preisträger 2003, Sigmund-Freud-Preisträger 2021